# Challenger de Bratislava 2022
El torneo Bratislava Open 2022, denominado por razones de patrocinio Kooperativa Bratislava Open fue un torneo de tenis perteneció al ATP Challenger Tour 2022 en la categoría Challenger 90. Se trató de la 3ª edición; el torneo tuvo lugar en la ciudad de Bratislava (Eslovaquia), desde el 6 de junio hasta el 12 de junio de 2022 sobre pista de tierra batida al aire libre.

## Jugadores participantes del cuadro de individuales
| Favorito | País                       | Jugador         | Rank1 | Posición en el torneo |
| -------- | -------------------------- | --------------- | ----- | --------------------- |
| 1        | Bandera de Suiza           | Henri Laaksonen | 96    | Baja                  |
| 2        | Bandera de China Taipéi    | Chun-hsin Tseng | 108   | Semifinales           |
| 3        | Bandera de Eslovaquia      | Norbert Gombos  | 111   | Semifinales           |
| 4        | Bandera de Eslovaquia      | Andrej Martin   | 127   | Primera ronda         |
| 5        | Bandera de República Checa | Zdeněk Kolář    | 133   | Primera ronda         |
| 6        | Bandera de Austria         | Dennis Novak    | 149   | Segunda ronda         |
| 7        | Bandera de República Checa | Vít Kopřiva     | 167   | Cuartos de final      |
| 8        | Bandera de Kazajistán      | Dmitry Popko    | 176   | Segunda ronda         |

- 1 Se ha tomado en cuenta el ranking del 23 de mayo de 2022.

### Otros participantes
Los siguientes jugadores recibieron una invitación (wild card), por lo tanto ingresan directamente al cuadro principal (WC):
- Miloš Karol
- Lukáš Klein
- Peter Benjamín Privara

Los siguientes jugadores ingresan al cuadro principal tras disputar el cuadro clasificatorio (Q):
- Evgeny Karlovskiy
- Oleksii Krutykh
- Fábián Marozsán
- Alejandro Moro Cañas
- Johan Nikles
- Oleg Prihodko

## Campeones

### Individual Masculino
- Alexander Shevchenko derrotó en la final a  Riccardo Bonadio, 6–3, 7–5

### Dobles Masculino
- Sriram Balaji /  Jeevan Nedunchezhiyan derrotaron en la final a  Vladyslav Manafov /  Oleg Prihodko, 7–6(6), 6–4